# Staurothele frustulenta
Staurothele frustulenta är en lavart som beskrevs av Vain. Staurothele frustulenta ingår i släktet Staurothele och familjen Verrucariaceae.  Arten är reproducerande i Sverige. Inga underarter finns listade i Catalogue of Life.